# Strumigenys
Strumigenys es un género de hormigas mirmicinas de la tribu Dacetini.
Las hormigas del género Strumigenys forman pequeños hormigueros en el suelo, bajo o entre las rocas, en y bajo troncos de árboles o bajo estiércol de ganado. Algunas especies forman colonias conjuntamente con otras hormigas, como Bothriomyrmex mayri o Rhytidoponera metallica. Aunque normalmente se mueven desarrollando pequeños movimientos, pueden correr rápidamente cuando se ven amenazadas.
S. xenos es un parásito social permanente, que no cuenta con obreras y siempre se encuentra en las colonias de su anfitrión S. perplexa.
La mayor parte de especies se especializan en la caza de colémbolos, y las demás comen otros artrópodos de cuerpo blando.
Podemos encontrar Strumigenys por todo el mundo en la zona tropical y región subtropical. En Australia se conocen 18 especies.

## Especies

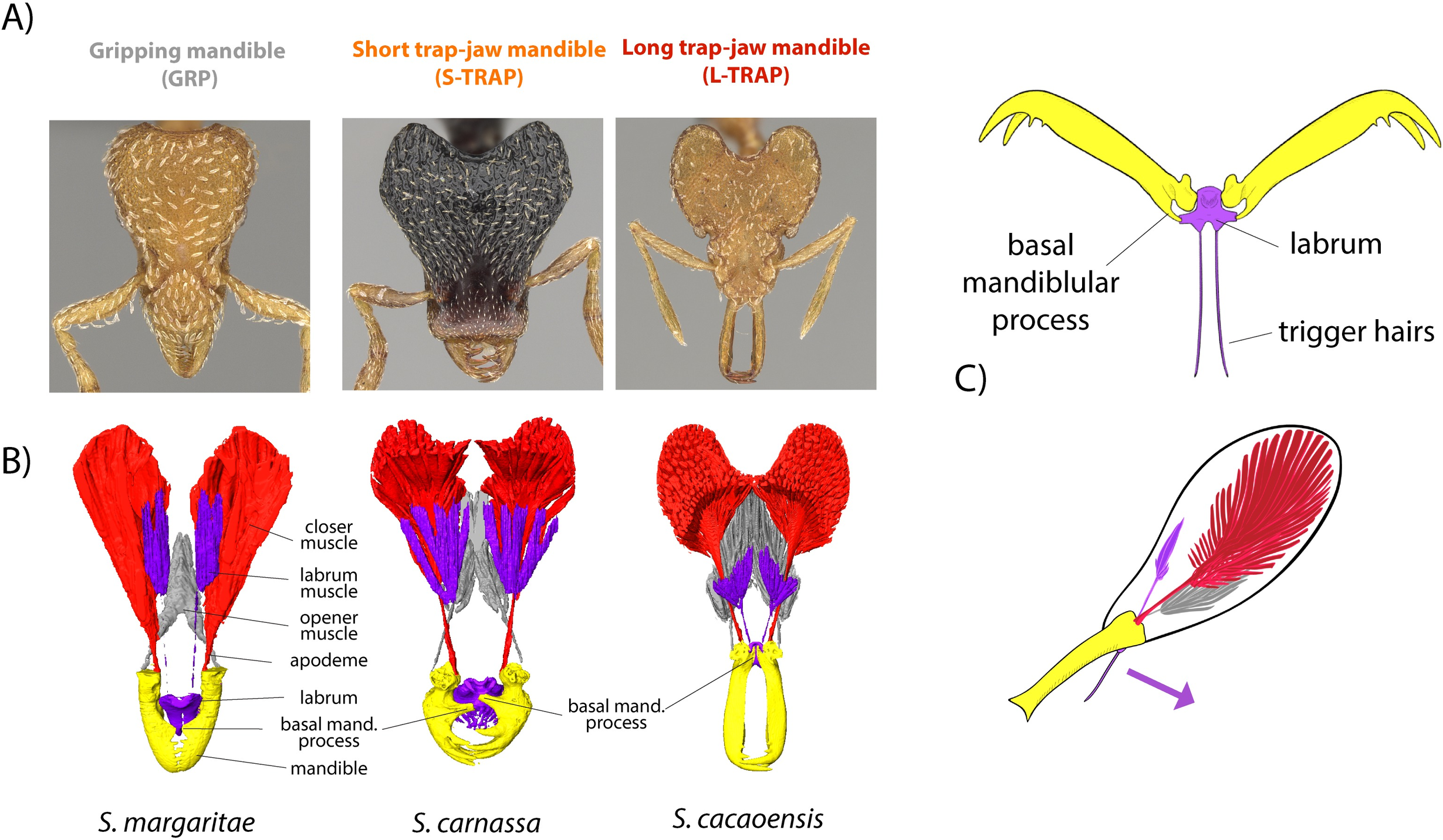
Cuadro comparativo de mandíbulas de hormigas Strumigenys.

- S. ayersthey
- S. margaritae
- S. carnassa
- S. cacaoensis
- S. xenos
- S. perplexa